# Benjamin Sagalowitz
Benjamin Sagalowitz (* 3. Juni 1901 in Wizebsk; † 1970) war ein Schweizer Journalist sowie Leiter der Jüdischen Nachrichten.

## Leben
Benjamin Sagalowitz kam 1914 in die Schweiz und wurde 1928 an der Universität Zürich zum Dr. iur. promoviert. Anschließend war er journalistisch tätig. Von 1938 bis 1964 war er Leiter der Jüdischen Nachrichten, eines Pressedienstes des Schweizerischen Israelitischen Gemeindebundes (SIG).
Er leitete seit 1938 auch dessen Abteilung für Öffentlichkeitsarbeit und Pressewesen. Die Nürnberger Folgeprozesse verfolgte er 1948–1949 als akkreditierter Pressekorrespondent für verschiedene jüdische und nichtjüdische Zeitungen, unter anderen für die Neue Zürcher Zeitung. 1961–1962 war er Pressekorrespondent beim Eichmann-Prozess.
Sagalowitz baute für die Jüdischen Nachrichten ein Dokumentationsarchiv über die zunehmende Entrechtung und Ermordung der Juden im nationalsozialistischen Machtbereich auf, wobei er sich auch auf Informationen von Eduard Schulte stützte. Nach dem Zweiten Weltkrieg ergänzte er das Archiv mit Dokumentationen zu den Kriegsverbrecherprozessen und zur Wiedergutmachung.
Er war Mitglied des Zentralkomitees der Schweizerischen Zionistischen Organisation und Mitglied der Sozialdemokratischen Partei in Zürich.